# جوزيف ماسون (رسام)
جوزيف ماسون (بالإنجليزية: Joseph Mason)‏ هو رسام أمريكي، ولد في 1808 في ديلاوير في الولايات المتحدة، وتوفي في 8 أكتوبر 1842 في مقاطعة هاملتون في الولايات المتحدة بسبب ذات الرئة.